# نقل عكسي
النقل العكسي هي ظاهرة تتحرك فيها ركائز بروتين ناقل غشائي في الاتجاه المعاكس لاتجاه الحركة المعتاد بواسطة الناقل. يحدث النقل العكسي عادة حين تتم فسفرة البروتين الناقل الغشائي بواسطة كيناز بروتين معين، وهو إنزيم يضيف مجموعة فوسفور للبروتينات.
الوظيفة الأساسية لمعظم ناقلات النواقل العصبية هي تسهيل استرداد الناقل العصبي (إعادة امتصاص الناقل العصبي بواسطة الخلية التي أفرزته). أثناء استرداد الناقل العصبي، تقوم نواقل النواقل العصبية بنقل أنواع معينة منها من الفضاء خارج الخلوي إلى العصارة الخلوية الخاصة بعصبون أو خلية دبقية. حين تعمل هذه النواقل بشكل معاكس، فإنها تنتج تدفقا خارجيا للنواقل العصبية (تحرك النواقل العصبية من العصارة الخلوية إلى الفضاء خارج الخلوي عبر تحرير يتوسطه ناقل). في العصبونات، يسهل النقل العكسي تحرير النواقل العصبية في الشق المشبكي، وينتج عن ذلك تراكيز مرتفعة من النواقل العصبية في الشق المشبكي وتأشير متزايد عبر مستقبلات الناقل العصبي المخصصة لاستقبال هذه النواقل العصبية. على سبيل المثال: تسبِّب العديد من العوامل المحررة للدوبامين تدفقا خارجيا ( تحرير النواقل العصبية أحادية الأمين من العصبونات إلى الشق المشبكي عبر تحرير يتوسطه ناقل أحادي الأمين) عبر إحداث نقل عكسي في نواقل أحادي الأمين الحويصلية ( خصوصا ناقل أحادي الأمين الحويصلي 1 وناقل أحادي الأمين الحويصلي 2) ونواقل أحادي الأمين الأخرى التي تتواجد على طول الغشاء البلازمي للعصبونات (خصوصا ناقل الدوبامين (DAT)، ناقل النورإبينفرين (NET) وناقل السيروتونين (SERT)).

## الآلية
الأمفيتامين و«العوامل المحررة» المماثلة قادرة على عكس اتجاه النقل الخاص بنواقل أحادي الأمين عبر تنشيط مستقبل داخل خلوي هو المستقبل المرتبط بالأمين النزر1 (TAAR1) الذي يتواجد في نهاية المحوار لذلك العصبون أحادي الأمين. يؤشِّر TAAR1 (يرسل إشارته) عبر كيناز البروتين ألفا وكيناز البروتين C لفسفرة نواقل أحادي الأمين. حسب كيناز البروتين الذي يقوم بعملية الفسفرة، النواقل المفسفرة إما أنها: تقوم بعكس اتجاه النقل مسببة تدفقا خارجيا للنواقل العصبية وتثبيطا لعملية الاسترداد، وإما انسحابها إلى السيتوبلازم مسببة تثبيط استرداد فقط. معروف عن الأمفيتامين أنه يحرر أيضا أحاديات الأمين المخزنة في حويصلات العصبونات عبر ناقل أحادي الأمين الحويصلي 2، رغم أن آلية حدوث ذلك بالضبط لم يتم تحديدها بعد.
آليات إضافية مثل فسفرة ناقل الدوبامين بوسطة CAMKII لها دور كذلك في النقل العكسي بواسطة الأمفيتامين والمركبات ذات الصلة به.